# 布爾格施塔爾山
48°16′12″N 16°21′19.6″E / 48.27000°N 16.355444°E

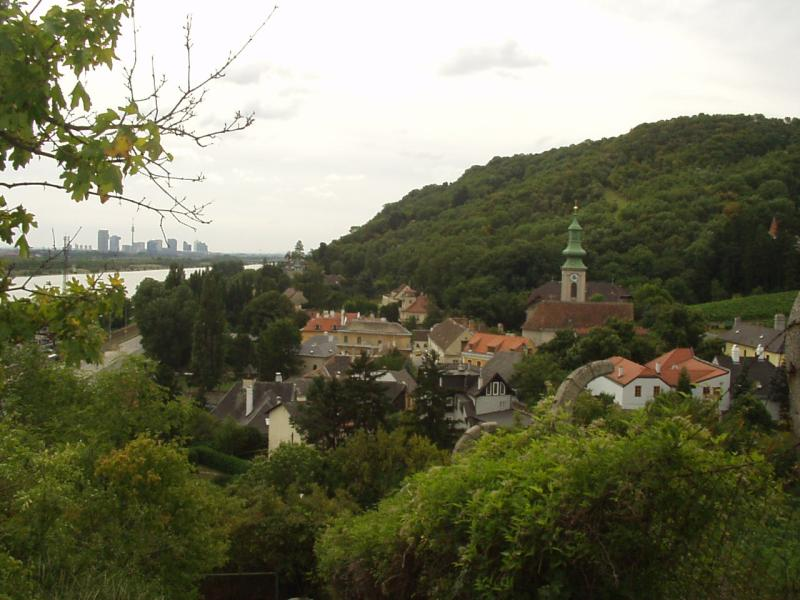

布爾格施塔爾山（德語：Burgstall），是奧地利的山峰，位於該國東北部，由維也納負責管轄，屬於維也納林山的一部分，海拔高度295米，每年平均降雨量904毫米。